# 田村憲久
田村憲久（1964年12月15日—）是日本政治家，自由民主黨黨員，出生於三重縣松阪市，現任厚生勞動大臣。從1996年至今連續當選7屆眾議院議員，在自民黨內屬於水月會（石破派）。是自民黨內厚生問題和勞動問題的專家。
2006年9月，就任第1次安倍內閣的總務副大臣（信息通訊、郵政民營化等擔當）。
2012年12月首次入閣，被任命為第2次安倍內閣的厚生勞動大臣。
2020年9月，回鍋擔任菅義偉內閣的厚生勞動大臣。
伯父田村元曾擔任勞動大臣、運輸大臣、通商產業大臣、眾議院議長。祖父田村秢也是眾議院議員。

## 外部連結
- 官方網站 （页面存档备份，存于）

| 官衔                  | 官衔                               | 官衔                      |
| --------------------- | ---------------------------------- | ------------------------- |
| 前任： 三井辨雄       | 厚生勞動大臣 2012年—2014年         | 繼任： 鹽崎恭久           |
| 前任： 菅義偉・山崎力 | 總務副大臣 2006年—2007年           | 繼任： 佐藤勉・魚住裕一郎 |
| 議會席位              |                                    |                           |
| 前任： 茂木敏充       | 眾議院厚生勞動委員長 2008年—2009年 | 繼任： 藤村修             |